# Niederdollendorf
Niederdollendorf ist ein Stadtteil der Stadt Königswinter im nordrhein-westfälischen Rhein-Sieg-Kreis. Er liegt am rechten Rheinufer gegenüber dem Bonner Stadtbezirk Bad Godesberg und geht fließend in den Stadtteil Oberdollendorf über. Niederdollendorf hat rund 3500 Einwohner.

## Geographie
Niederdollendorf liegt am Übergangsbereich vom Mittel- in den Niederrhein gegenüber den Bad Godesberger Ortsteilen Plittersdorf und Rüngsdorf am nordwestlichen Fuß des Siebengebirges. Die Ortschaft geht zum Teil fließend in Königswinter im Süden und Oberdollendorf im Osten über und liegt auf einem überwiegend flachen Gelände im Godesberger Rheintaltrichter, dem Südende der Kölner Bucht. Siedlungsgeographisch lässt sich Niederdollendorf dem Godesberger Rheintaltrichter zuordnen. Im Südosten reicht die Gemarkung des Stadtteils über den Kellerberg bis auf den Petersberg und die Nordhälfte seines Gipfels. Östlich der heutigen Trasse der Bundesstraße liegt am Kellerberg das Gelände des Hauses Heisterberg („Pfaffenröttchen“). Dort bestehen drei Weinbaulagen der Großlage Petersberg: Goldfüßchen, Heisterberg, Longenburger Berg. Bewirtschaftet wird derzeit die Lage Heisterberg.
Der Rhein wird bei Niederdollendorf seit 1887 durch sieben, etwa 100 m in den Fluss reichende Buhnen reguliert.

## Geschichte

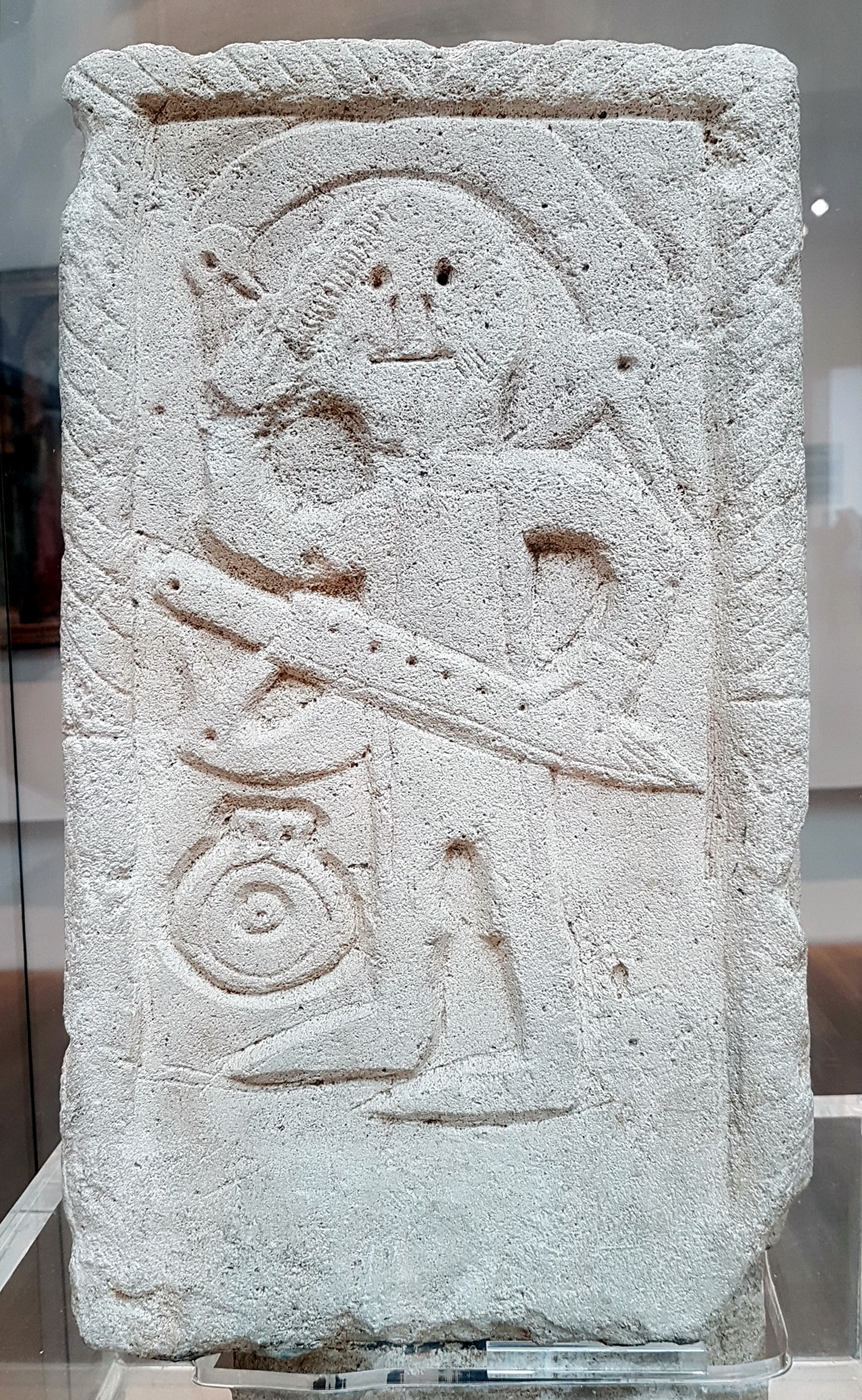
Fränkischer Grabstein aus Niederdollendorf

Auf dem Gelände einer Ziegelei in Niederdollendorf wurde 1901 ein fränkischer Grabstein aus dem 7. Jahrhundert gefunden, die sogenannte Grabstele von Niederdollendorf. Urkundlich erwähnt wurde Dollendorf erstmals 966 von Kaiser Otto I. als Dullendorp. In einer Urkunde aus dem Jahre 1144 wurde zum ersten Mal zwischen Oberdollendorf und Niederdollendorf unterschieden. Seit 1306 sind Schöffen des Gerichts zu Dollendorf nachgewiesen. Bedeutendster Grundherr in Niederdollendorf war das Kloster Heisterbach.

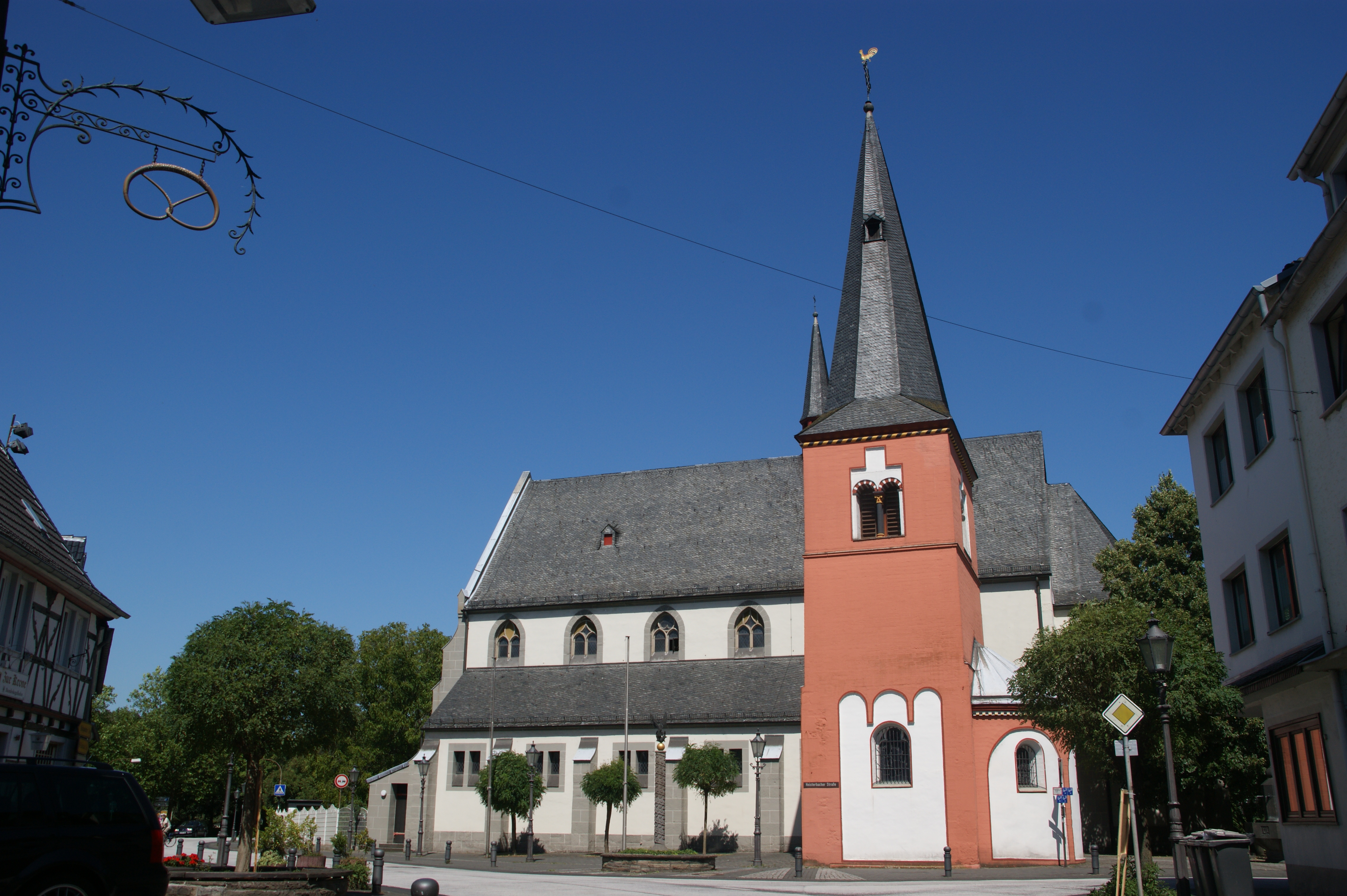
Katholische Kirche St. Michael, Ansicht von der Hauptstraße

Spätestens ab 1555 war Niederdollendorf Honschaft und Kirchspiel im bergischen Amt Löwenburg. Zur Honschaft Niederdollendorf gehörte auch das außerorts gelegene Gut Pfaffenröttchen, zum Kirchspiel die Honschaft Heisterbacherrott. Das Kirchspiel wurde von einem sog. Markgedinge verwaltet, in das die ursprünglich sechs Freihöfe der Ortschaft Geschworene entsendeten: der Juffernhof bzw. Fronhof des Stifts Vilich, der Mönchshof des Klosters Heisterbach, der Propsthof des Propstes in Oberpleis, der Hof Longenburg des Bonner Cassius-Stiftes, der Bredershof der Junker Breder sowie ein Hof des Kölner Stifts St. Gereon. Das Kirchspiel gehörte bis zur Auflösung des Herzogtums Berg im Jahre 1806 zum Gericht (Untergericht des Amtes Löwenburg) und Botamt Dollendorf mit Sitz in Oberdollendorf.
Am Ende des Ersten Weltkriegs legten die deutschen Truppen am 23. November 1918 im Zuge der Räumung des linken Rheinufers auf Höhe von Niederdollendorf eine Pontonbrücke an. Nach deren Rückzug aus dem Gebiet des Amts Oberkassel als Teil des Brückenkopfs um Köln rückten in Niederdollendorf am 13. Dezember kanadische Besatzungstruppen (6. Infanteriebrigade) unter britischer Flagge mit einer Stärke von 235 Männern, 20 Offizieren und 30 Pferden nach. Nachdem sich herausgestellt hatte, dass die Gemeinde irrtümlich dem besetzten Brückenkopf zugerechnet worden war, verließen die Besatzungstruppen zum 31. Dezember 1918 Niederdollendorf, das fortan zum unbesetzten Gebiet im Rheinland (1923/24 „Einbruchsgebiet“) gehörte. Im Zweiten Weltkrieg wurde Anfang Mai 1940 ein Flakstand auf dem Dach des Rheinhotels Buchheister an der damaligen Ecke Rheinstraße/Adolf-Hitler-Ufer eingerichtet.:598 Von einem Bombenangriff im Alliierten Luftkrieg auf die Region in der Nacht vom 7. auf den 8. November 1941 waren vor allem die Fabriken für feuerfeste Produkte, Didier-Werke und Rheinischer Vulkan in Niederdollendorf betroffen.:591 f. Bei dem schwersten Luftangriff auf die Siebengebirgsregion starben am 22. April 1944 in Niederdollendorf drei Menschen.:593 Am 8. September 1944 wurden Brandbomben auf den Ort abgeworfen und am 22. September erneut auf die Industrieanlagen.:605 Am 18. März 1945 nahmen amerikanische Kampftruppen Niederdollendorf kampflos ein.:616 Gegen Kriegsende bestand im Frühjahr 1945 zwischen Niederdollendorf und Bad Godesberg mit der Hodges-Brücke erneut eine Pontonbrücke über den Rhein.
Von 1816 bis 1969 war die Gemeinde Niederdollendorf Teil der Bürgermeisterei Oberkassel (1927 umbenannt in Amt Oberkassel) im Siegkreis. Von 1949 bis 1955 gehörte sie auch der Enklave Bonn an, ein der Alliierten Hohen Kommission unterstehendes Sondergebiet um den vorläufigen Regierungssitz der Bundesrepublik Deutschland. Mit der kommunalen Neugliederung des Raums Bonn ging die Gemeinde am 1. August 1969 in der neuen Stadt Königswinter auf. Der Bürgermeister von Niederdollendorf, Franz Riscop, hatte sich zuvor unter Zustimmung des Gemeinderates für eine Eingliederung in die bis dahin eigenständige Stadt Bad Godesberg ausgesprochen – unter anderem wegen der gemeinsam betriebenen Rheinfähre.
Der Turm der katholischen Pfarrkirche St. Michael stammt aus dem Beginn des 13. Jahrhunderts, das Kirchenschiff wurde 1910 für eine Vergrößerung und zur Reparatur von Wasserschäden etwas versetzt im neugotischen Stil neu errichtet und das bisherige Schiff anschließend abgebrochen. Als katholische Begräbnisstätte Niederdollendorfs diente der anstelle des heutigen Kirchenschiffs gelegene Kirchhof; 1881 wurde außerhalb des Dorfes am östlichen Rand der Gemarkung ein neuer Friedhof (Ecke Friedenstraße/Petersbergstraße) angelegt, sodass am bisherigen Friedhof 1883 das letzte Begräbnis stattfand.
1967 hatte Niederdollendorf 3059 Einwohner, von denen 22 in der Land- und Forstwirtschaft, 571 im verarbeitenden Gewerbe und 347 im Dienstleistungsbereich tätig waren. 690 Auspendlern standen 736 Einpendler gegenüber. In 3 Industriebetrieben waren 519 Personen beschäftigt. An öffentlichen Einrichtungen waren 1967 vorhanden: eine Volksschule, ein Sportplatz, ein Kindergarten und eine Bücherei. Ende der 1960er-Jahre büßte Niederdollendorf seinen damaligen gewachsenen Ortskern ein, als das alte Pfarrhaus und der ehemalige Fronhof des Stiftes Vilich vor der Kirche für den Straßenbau abgebrochen wurden; zudem verlor die Heisterbacher Straße bei ihrem Ausbau den Charakter einer Allee.:192 1968 wurde ein umfassender Ausbau des Niederdollendorfer Rheinufers zwischen der Anlegestelle der Rheinfähre nach Bad Godesberg und der damaligen südlichen Gemeindegrenze zu Königswinter eingeleitet. Dabei wurde die Fußgängerzone auf eine zuvor öffentlich befahrbare Straße ausgeweitet und die Rheinpromenade an der Fähranlegestelle betoniert. In der nachfolgenden Zeit büßte das Rheinufer durch den weitreichenden Umbau des ehemaligen Rheinhotels und den Abbruch der Villa „Magneta“ einen Großteil seiner früheren Gestalt ein, bis 2005 mit dem zuletzt denkmalgeschützten Hotel Rheineck auch die letzte Bebauung aus der Zeit nach der Jahrhundertwende einer Neubebauung zum Opfer fiel.:192

### Einwohnerentwicklung
| Jahr | Einwohner |
| ---- | --------- |
| 1816 | 395       |
| 1843 | 472       |
| 1871 | 569       |
| 1905 | 1183      |
| 1961 | 2789      |

## Longenburg

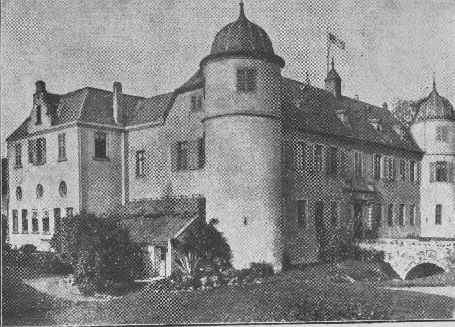
Longenburg (vor 1907)

Als Lunenburg taucht das Gut in einer Urkunde von 1275 erstmals auf, benannt nach dem langen Berg, einem langgestreckten Bergrücken (heute Kellerberg/Kapp) zwischen Rheintal und Petersberg. Erster nachweisbarer Besitzer des Hofes war 1407 der Ritter Godart van Lomer (Lohmar). 1689 zerstörten Truppen Ludwigs XIV. die Burg, die ab 1698 wiederaufgebaut wurde. Auf diese Zeit ging das Herrenhaus mit zwei Rundtürmen an den östlichen Ecken zurück. Der Verwaltungssitz der Bürgermeisterei Oberkassel (ab 1816) befand sich bis 1844 nicht in Oberkassel, sondern auf der Longenburg, wo der erste Bürgermeister bis zu seinem Tod ansässig war. 1885 verzeichnete der Wohnplatz Longenburg 17 Einwohner in einem Wohngebäude. 1888 entstand der Südflügel in Form einer Halle mit hölzerner Stützenkonstruktion. 1920 wurde der Wassergraben zugeschüttet. Am 22./24. April 1944 erlitt das Herrenhaus im alliierten Luftkrieg einen Bombenvolltreffer: der nördliche Turm und die dahinterliegenden Räume wurden zerstört, zudem kam es zu Schäden an Mauerwerk und Dach. Bereits im Herbst 1944 wurden die nördliche Giebelseite in Backstein geschlossen und ein Notdach angebracht. 1952 erwarb Paul Lemmerz die durch Kriegseinwirkungen stark beschädigte Burg. 1958 wurde ihr Abriss beantragt und dieser 1962 für eine Erweiterung des Firmengeländes der Lemmerzwerke begonnen.

## Wirtschaft und Infrastruktur
Bis weit in das 19. Jahrhundert hinein herrschten Landwirtschaft und Weinbau vor. Die heutige Landesstraße 268 war 1853–1855 als Verbindungsstraße „Niederdollendorf–Oberpleis–Eudenbach–Buchholz–Kircheib“ vom Rhein bis zur alten „Köln-Frankfurter Straße“ (heutige Bundesstraße 8) gebaut worden. In der zweiten Hälfte des 19. Jahrhunderts entstanden Fabriken, die feuerfeste Steine herstellten. Von diesen hat sich eine bis heute erhalten. Heute wird die Wirtschaft Niederdollendorfs von den Betrieben des Gewerbegebiets Im Mühlenbruch dominiert. Unter diesen ist der größte Betrieb Dinova, eine Tochtergesellschaft der Meffert Farbwerke.

### Verkehr

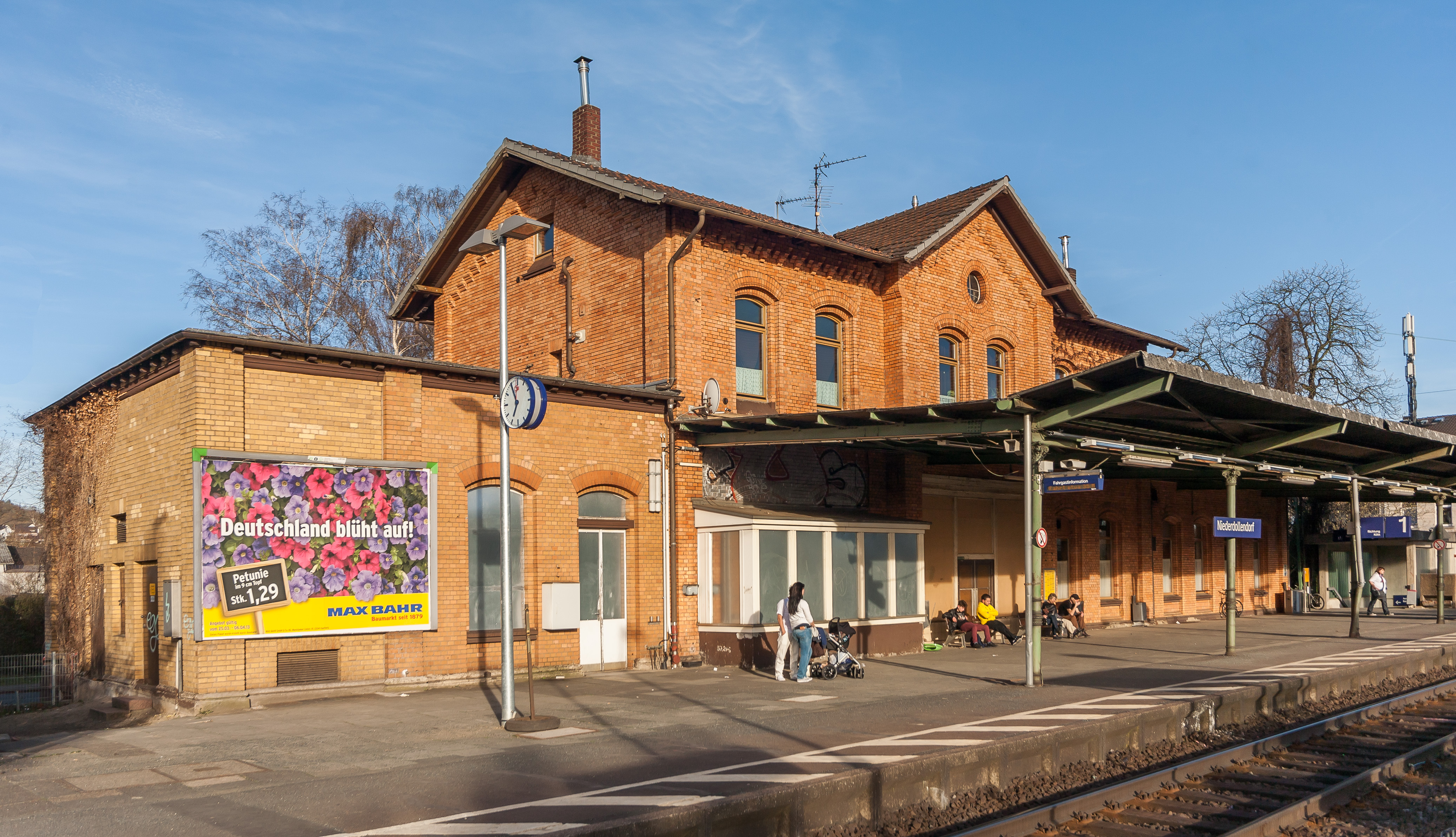
Bahnhof Niederdollendorf

Niederdollendorf ist an die Bundesstraße 42 angebunden, die im benachbarten Bonner Stadtteil Oberkassel in die Flughafenautobahn A 59 übergeht. Eine Besonderheit dabei ist, dass die B 42 die Stadtteile Niederdollendorf und Oberdollendorf in großen Teilen voneinander trennt. Um zwischen den Stadtteilen verkehren zu können, muss man aber nicht überall über eine Brücke gehen, da ein 610 Meter langer Tunnel das Stadtgebiet unterquert. Ebenfalls durch diesen Tunnel verläuft die Siebengebirgsbahn, deren Stadtbahnlinie 66 über Bonn nach Siegburg und in Richtung Bad Honnef führt. Nördlich des Bauwerks verläuft die Bundesstraße einige Meter unter der Erdoberfläche und geht danach in den zeitgleich ausgeführten Tunnel Oberkassel über.

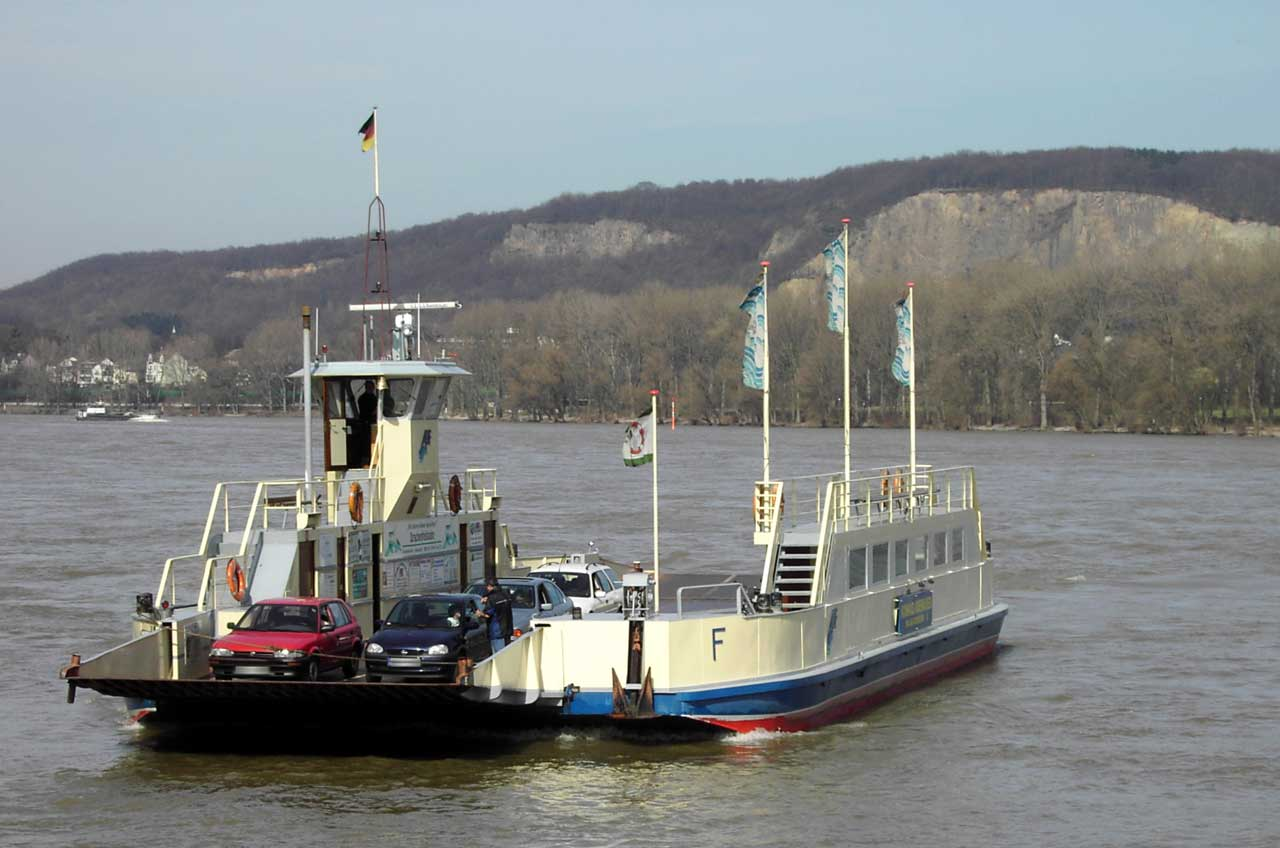
Autoschnellfähre Bad Godesberg–Niederdollendorf

Für den Bau der autobahnähnlich ausgebauten Bundesstraße wurden Straßen verlegt, abgerissen und voneinander getrennt sowie Tunnel und Brücken gebaut. Das Bauwerk mit allen daraus folgenden Maßnahmen war aufgrund seiner Komplexität sehr teuer.
Der Bahnhof Niederdollendorf liegt an der rechten Rheinstrecke. Die zwischen den Jahren 1940 und 1950 stufenweise stillgelegte Heisterbacher Talbahn hatte dort ihren Endpunkt.
Große Bedeutung für den Verkehr in Niederdollendorf hat die den Rhein querende Fähre Bad Godesberg–Niederdollendorf, deren Geschichte bis auf das Jahr 1908 zurückgeht. Aktuell umfasst sie zwei Fährschiffe (Christophorus und Konrad Adenauer) aus den Jahren 1966 und 1967. Die Fährgesellschaft wird von den Städten Bonn (zu drei Vierteln) und Königswinter (zu einem Viertel) gemeinsam getragen.

## Sehenswürdigkeiten
Im früheren Ortskern um die Pfarrkirche St. Michael und den früheren Marktplatz (auch „Hochmarkt“ genannt), bestehend aus einem Reihendorf mit geschlossenen Straßenzügen, ist ein Teil der historischen Bebauung erhalten. Während sich dort an der Rheinstraße als einer der leicht abfallend zum Rhein führenden Gassen noch teilweise die ursprüngliche kleinteilige Fachwerkbebauung findet, stehen an der Hauptstraße gegenüber der Pfarrkirche noch einige stattliche Fachwerkbauten aus dem 17. und 18. Jahrhundert. Der südliche Teil der Hauptstraße wird von Backstein- und Putzbauten aus dem Beginn des 20. Jahrhunderts geprägt, dort hat sich auch mit dem Bredershof eines der historischen Weingüter von Niederdollendorf erhalten.:191 Am Rheinufer steht einer der wenigen noch erhaltenen Myriametersteine der ersten Stromvermessung von 1863/67.
Im Bereich des Rheinufers zwischen Niederdollendorf und Königswinter stehen einige spätklassizistische Villen aus der zweiten Hälfte des 19. Jahrhunderts im suburbanen Landhausstil („Landvillen“), die von umfangreichen Parkanlagen durchsetzt sind. Sie bilden – auch als Gegensatz zu den mehr auf Repräsentation bedachten städtischen Villen am linksrheinischen, Bad Godesberger Rheinufer – ein für die Entwicklung der landschaftsbezogenen Architektur bedeutendes Bauensemble und lassen sich der von Karl Friedrich Schinkel beeinflussten Stilrichtung zurechnen.
Der Kreis der Heimatfreunde Niederdollendorf e. V. zeigt in seiner Heimatstube Bilder und Gegenstände aus der Geschichte Niederdollendorfs und seiner Umgebung wie Longenburg, Petersberg, Heisterbach, Weinbau und Landwirtschaft, Rheinschifffahrt, Fährwesen und vieles mehr. Die Heimatstube ist zu erreichen von der Petersbergstraße und Friedenstraße (Schulhof) und an jedem ersten Sonntag im Monat von 10 bis 12:30 Uhr geöffnet.

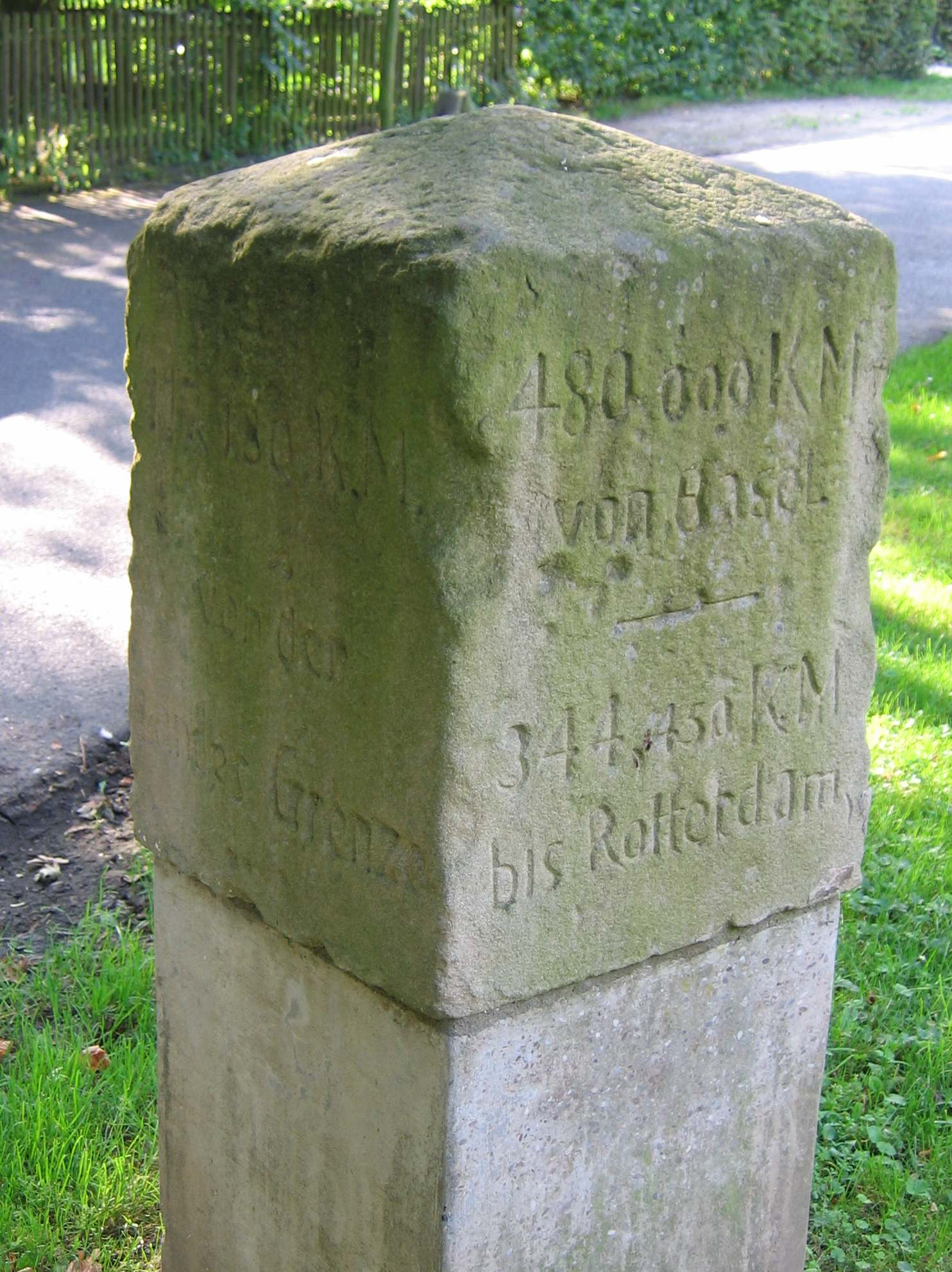
Myriameterstein am Rheinufer
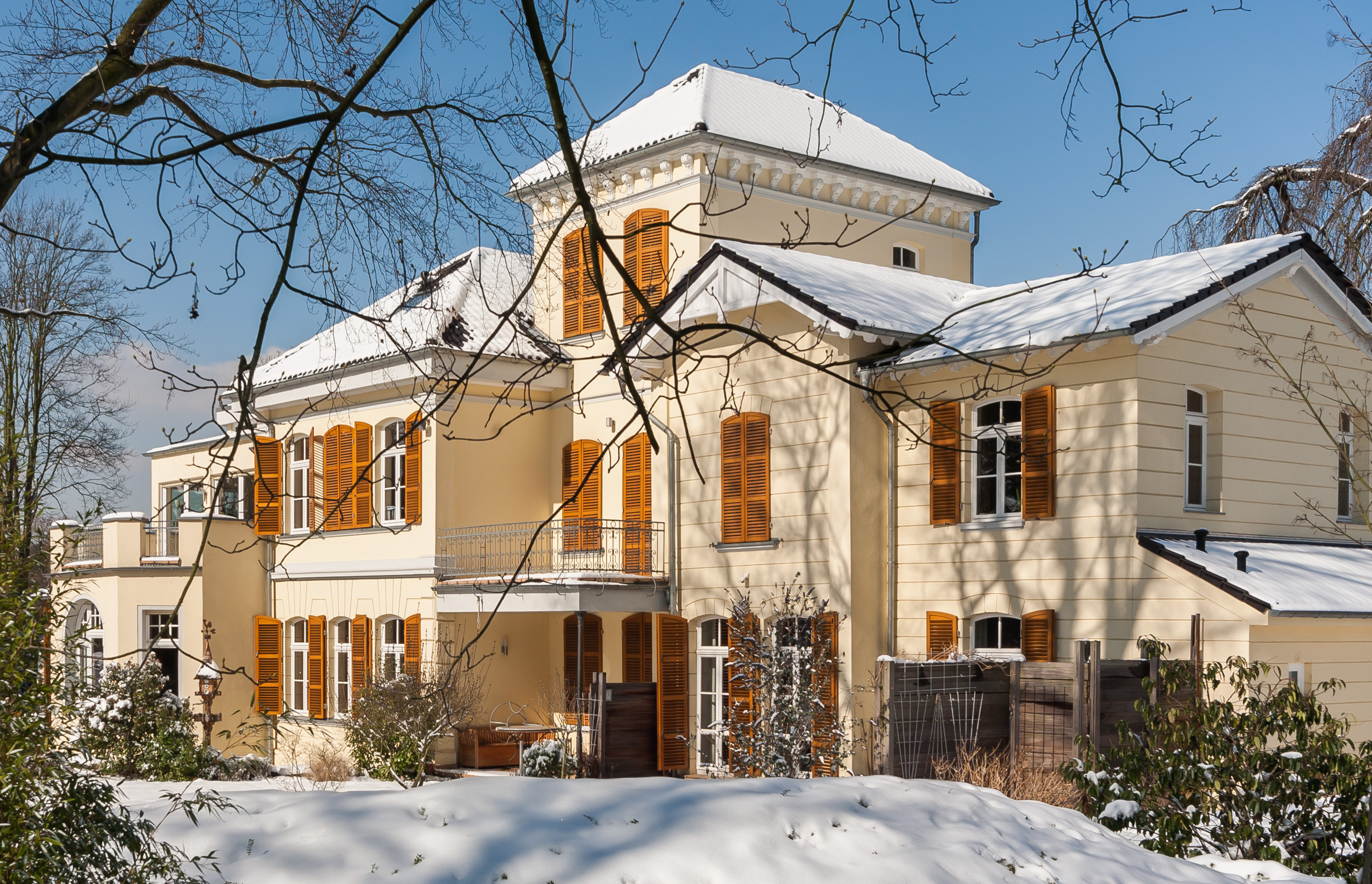
Landvilla Rheinau zwischen Königswinter und Niederdollendorf
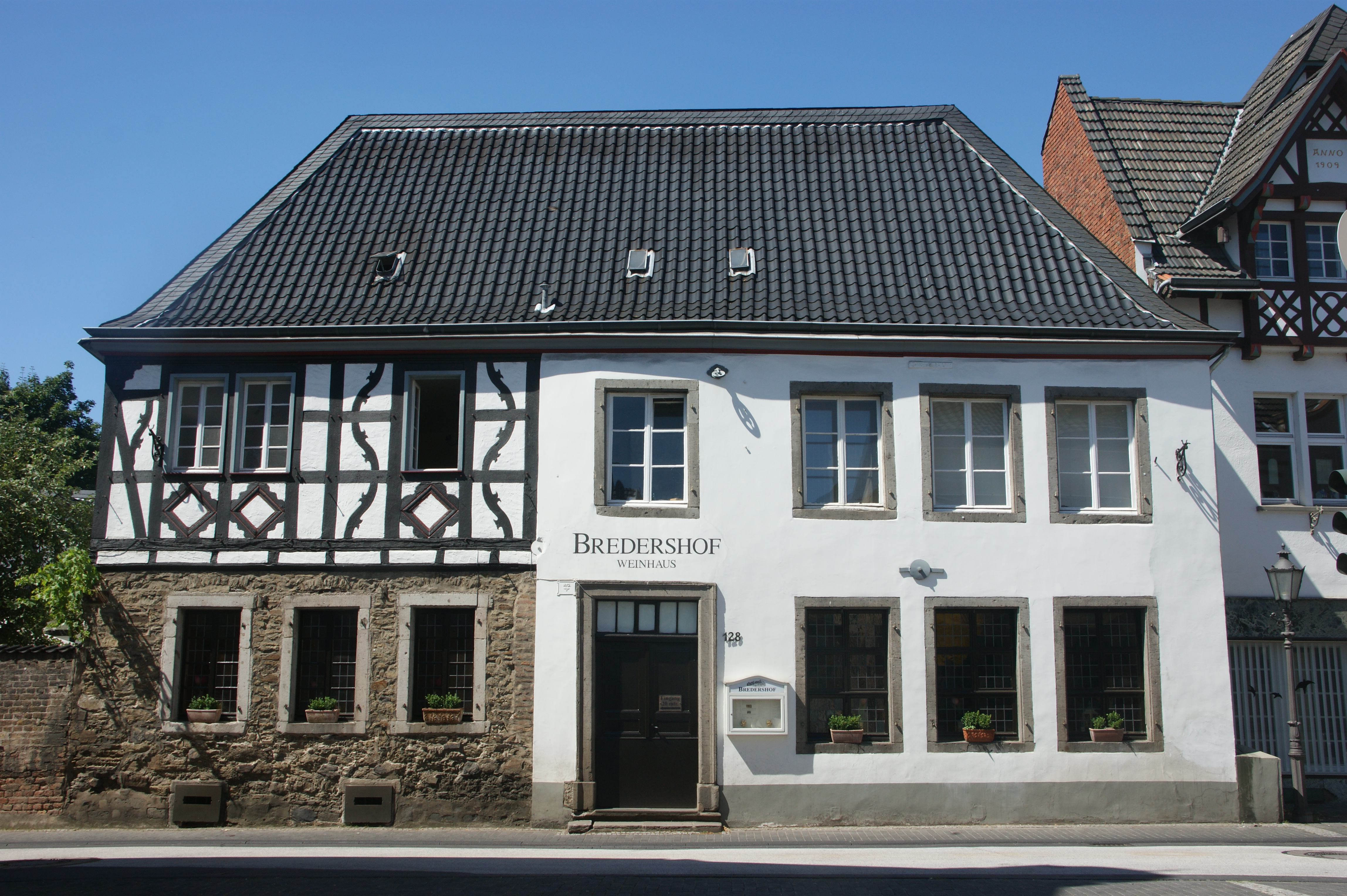
Bredershof
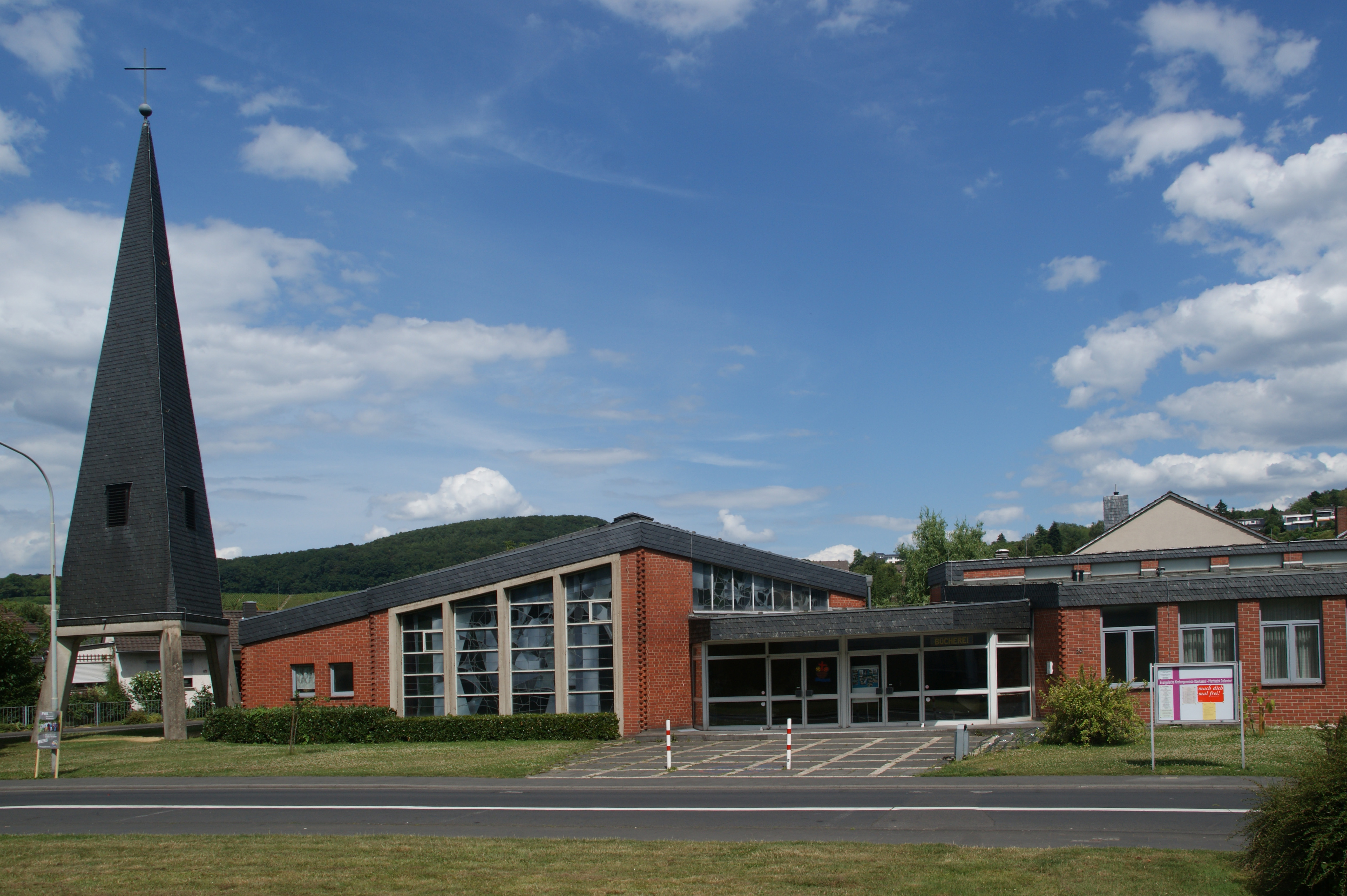
Evangelische Kirche

## Persönlichkeiten
- Adalbert Trillhaase (1858–1936), Maler
- Heinrich Reifferscheid (1872–1945), Maler und Radierer
- Fritz Rösing (1874–1970), Soldat, Stahlhelm-Funktionär und Kommunalpolitiker
- Ottmar Edwin Strauss (1878–1941), Unternehmer, Mitgründer des Otto-Wolff-Konzerns in Köln, ab 1919 Eigentümer von Haus Heisterberg (heute Jugendhof Rheinland)
- Joseph W. Rettemeier (1914–1997), ehemaliger deutscher Offizier
- Horst Heldt (* 1969), Ex-Fußballprofi